# Hans Diener
Hans Diener (n. el 12 de febrero de 1966 de origen neerlandés) es el guitarrista, vocalista, compositor, cofundador y líder de la banda de rock gótico, The Essence. Fundó la banda en 1984 durante sus años de escuela junto a Jerry Geertsma (bajo) y Olaf Willemsen (batería).

## Estilo
El estilo vocal usado por Diener dio como resultado que lo compararan directamente con el de Robert Smith, y rápidamente fueron calificados como el grupo clon de los The Cure en tono despreciativo.
Aunque se le puede encuadrar en la onda, The Essence no era una calcomanía de The Cure. Diener ofreció una propuesta de pop-rock oscuro, frío, acomodado en los medios tiempos, de percusiones redundantes y líneas de bajo monocordes a las que las guitarras de Diener daba el contrapunto con delicadas hiladas melódicas.